# Germán Cardona
Germán Cardona Gutiérrez (Manizales, Caldas; 28 de diciembre de 1956) es un ingeniero civil y político colombiano. Fue Ministro de Transporte en dos ocasiones durante el gobierno de Juan Manuel Santos. Fue embajador de Colombia ante la Santa Sede.

## Biografía
Cardona Gutiérrez es hijo de Efrén Cardona Chica y Ernestina Gutiérrez, provenientes de Marulanda, un municipio al oriente del departamento de Caldas. A finales de la década de 1960 Cardona Gutiérrez trabajaba en las calles de Manizales llevando domicilios. En su época de colegio, y cuando el estudio lo permitió, trabajó en almacenes. Se crio en el tradicional barrio Chipre de Manizales, y estudió la primaria en el Colegio Mayor de Nuestra Señora del Rosario (Colseñora), el bachillerato en el Instituto Universitario, uno de los referentes de la educación pública de Caldas e ingeniería civil en la Universidad Nacional de Colombia, sede Manizales de donde se graduó en 1978.

## Trayectoria política
Cardona fue gobernador del departamento de Caldas entre septiembre de 1989 y agosto de 1990, así como Alcalde de la Ciudad de Manizales en dos períodos. Su primera alcaldía fue de junio de 1992 a diciembre de 1994. Su gestión fue catalogada como la mejor de Colombia y logró construir el estadio Palogrande, que ejecutó en 14 meses, a pesar de la oposición inicial de un Concejo que estaba dominado por la coalición opositora.
Su segundo periodo en la alcaldía fue de diciembre de 1999 a diciembre de 2002. También hizo parte de la junta directiva del equipo de fútbol Once Caldas y fue Zar Anticorrupción del Gobierno del presidente Álvaro Uribe, cargo que dejó para hacer parte de la campaña del presidente electo Juan Manuel Santos trabajando en la Fundación Buen Gobierno.
El presidente Juan Manuel Santos designó a Germán Cardona como embajador de Colombia ante la Santa Sede y posteriormente presentó sus cartas credenciales ante el papa Benedicto XVI.

### Ministro de Transporte
A partir del 7 de agosto, Cardona reemplazó al ministro saliente Andrés Uriel Gallego como Ministro de Transporte de Colombia en 2010. Cardona enfrentó algunas críticas durante su gestión, el senador del Partido de la U, José David Name, le pidió a la Procuraduría General de la Nación que investigara al Ministro por su presunta responsabilidad en la parálisis presupuestal de la Corporación para el Río Grande del Magdalena (Cormagdalena).

### Cargos públicos
Entre los cargos públicos ocupados por Germán Cardona Gutiérrez, se identifican:
| Cargo público                        | Partido político | Fecha Inicio        | Fecha Fin |
| Ministro de la República de Colombia |                  | 7 de agosto de 2010 |           |
| Alcalde de Manizales, Caldas         |                  | 1999                | 2002      |
| Alcalde de Manizales, Caldas         |                  | 1992                | 1994      |
| Gobernado de Caldas                  |                  | 1989                | 1990      |

| Predecesor: Andrés Uriel Gallego | Ministro de Transporte de Colombia 7 de agosto de 2010 - 22 de mayo de 2012 | Sucesor: Miguel Peñaloza |